# دمودارا
دمودارا (به لاتین: Demodara) یک منطقهٔ مسکونی در سری‌لانکا است که در استان یووا واقع شده‌است. دمودارا ۳٬۹۹۰ نفر جمعیت دارد و ۹۰۰ متر بالاتر از سطح دریا واقع شده‌است.